# 森山中教習所
『森山中教習所』（もりやまちゅうきょうしゅうじょ）は、真造圭伍による日本の漫画。『月刊!スピリッツ』（小学館）において、2009年11月号から2010年9月号まで連載された。真造の初連載作品である。
2016年に映画化作品が公開（後述）。

## 書誌情報
- 真造圭伍『森山中教習所』 小学館〈ビッグコミックス〉、全1巻
  1. 2010年8月30日発売[小 1]、ISBN 978-4-09-183380-8

## 映画
同名タイトルの映画が、2016年7月9日に公開。主演は野村周平と賀来賢人。

### キャスト
- 佐藤清高 - 野村周平[2]
- 轟木 - 賀来賢人[2]
- 松田千恵子 - 岸井ゆきの
- 本田智則 - 音尾琢真
- 上原都紀 - 根岸季衣
- 上原威一郎 - ダンカン
- 上原サキ - 麻生久美子
- 中島重臣 - 光石研
- 裴ジョンミョン、寺十吾、黒田大輔、五十嵐陽向、田島ゆみか、中村織央、大友律、坂田直貴、二ノ宮隆太郎、松崎映子、高橋秀行、Chuch、Sergey Kuvaev

### スタッフ
- 原作：真造圭伍
- 監督：豊島圭介
- 脚本：和田清人、豊島圭介
- 主題歌：星野源「Friend Ship」[3]
- 音楽：グッドラックヘイワ[3]
- 撮影：藤石修
- 照明：植田力哉
- 録音：田中博信
- 美術：西尾共未
- 編集：木村悦子
- 音響効果：勝俣まさとし
- 助監督：加藤文明、濱野大輝、東谷一樹
- 製作担当：田島啓次
- キャスティング：山口正志
- カースタント：田中昇
- アクションコレオグラファー：森崎えいじ（スタントチームGocoo）
- 肌絵師：田中光司
- 特殊メイク：石野大雅
- 視覚効果：日本映像クリエイティブ
- エンドロールイラスト：真造圭伍
- ロケ協力：栃木県フィルムコミッション、鹿沼フィルムコミッション、大田原市、大子町観光商工課、鹿沼市見野自治会、東武鉄道、旧須賀川小学校、旧上岡小学校、旧初原小学校　ほか
- DI：IMAGICA
- 美術協力：サンズデコール（京映アーツ）、高津装飾美術、吉田美術
- MA：東映デジタルセンター
- ポスプロ：アクティブシネクラブ
- プロデュース：筒井竜平、小西啓介、平体雄二
- 製作者：原田知明、小西啓介、三宅容介、久保雅一、平体雄二、大柳英樹
- 企画：アミューズ映像製作部
- 制作会社：スタジオブルー、アミューズ映像製作部
- 製作：「森山中教習所」製作委員会（アミューズ、ファントム・フィルム、ポニーキャニオン、小学館、スタジオブルー、ニッポンプランニングセンター）
- 配給：ファントム・フィルム

### 小学館コミック
以下の出典は小学館コミック（小学館）内のページ。書誌情報の発売日の出典としている。
1. ↑  “森山中教習所”.   小学館. 2023年8月13日閲覧。